# Ernst-Wolfram Amelung
Ernst-Wolfram Amelung (* 1909; † 1988) war ein deutscher Jurist.
Amelung war Bundesrichter. Er war 1977 Vorsitzender Richter beim I. Disziplinarsenat des Bundesverwaltungsgerichts.